# La Terre des morts
La Terre des morts est le treizième roman de Jean-Christophe Grangé paru le 2 mai 2018.

## Résumé
Plusieurs meurtres ont eu lieu dans des clubs de strip-tease. Le commandant Corso, chargé de l’enquête, va rapidement devoir s’immiscer dans un monde rempli des perversions les plus diverses...

## Éditions
- Jean-Christophe Grangé, La Terre des morts : roman, Paris, éd. Albin Michel, 2 mai 2018, 553 p. (ISBN 978-2-226-39209-1)
- Jean-Christophe Grangé, La Terre des morts : roman, Paris, Le Livre de poche, juin 2019, 664 p. (ISBN 978-2-253-25993-0)